# Pervin Buldan
Pervin Buldan, née le 6 novembre 1967 à Hakkari, est une femme politique turque d'origine kurde. Depuis 2018, elle est la co-présidente du Parti démocratique des peuples avec Sezai Temelli et députée d'Istanbul.
Elle a été par ailleurs la première députée femme d'Iğdır. Elle est également l'une des fondatrices, en 2001, et actuelle présidente de Yakay-Der (en), une association consacrée aux disparitions forcées dans le cadre du conflit kurde. Son propre mari, Savaş Buldan (en), fut enlevé, torturé puis tué en 1994 par les services turcs pour ses liens avec le Parti des travailleurs du Kurdistan,.
En octobre 2019, elle est la cible d'une enquête pour « propagande terroriste » après avoir dénoncé l'invasion des régions kurdes de Syrie par l'armée turque.